# Drom fragrances
A drom fragrances international KG é uma das dez maiores fabricantes de fragrâncias do mundo. A sede está localizada em Baierbrunn, Munique, na Alemanha.

## História
A empresa foi fundada pelo farmacêutico Bruno Storp em 1911, encontrando-se na posse da família até aos nossos dias. Atualmente é dirigida pelos irmãos Dr. Ferdinand Storp e Dr. Andreas Storp, da terceira geração da família.
A empresa está representada em 43 países em todo o mundo e conta com 5 centros criativos de fragrâncias: Munique, Paris, Nova Iorque, Guangzhou e São Paulo.